# Vienna Fingerstyle Festival

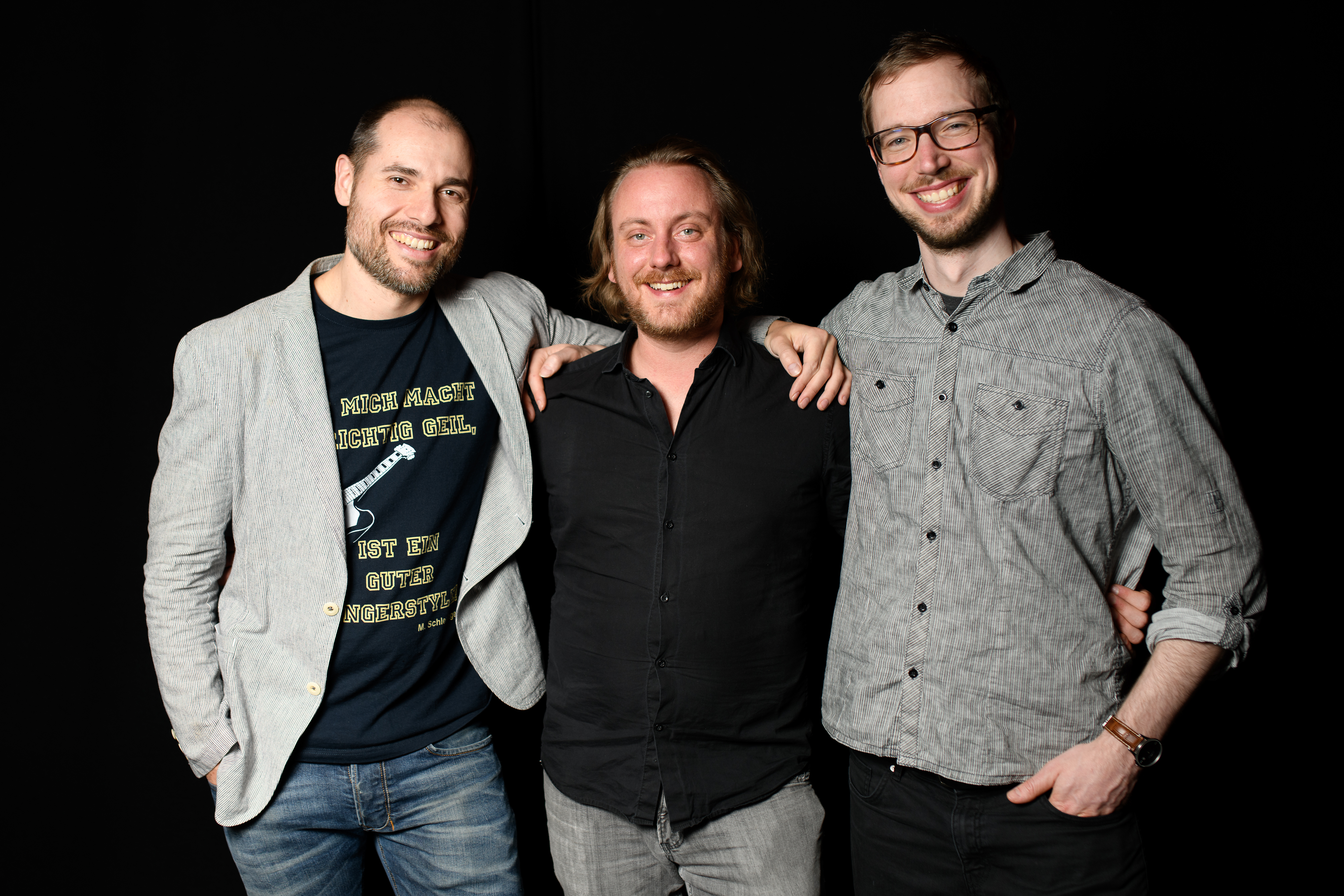
Organisatoren des Vienna Fingerstyle Festival - Wilfried Lepuschitz, Markus Schlesinger, Simon Wahl beim Event 2020

Das Vienna Fingerstyle Festival ist eine zweitägige Fingerstyle-Gitarren-Veranstaltung, die seit 2010 jährlich in Wien stattfindet. Organisiert wird sie von der Vienna Fingerstyle Association, die von Markus Schlesinger und Wilfried Lepuschitz gegründet wurde und auch die Fingerstyle Nights veranstaltet. Seit 2016 ist Simon Wahl Mitorganisator des Festivals.
Grundlegende Idee war, auch internationalen Musikgrößen und Talenten der Szene eine geeignete Plattform zu bieten und dem Publikum zugänglich zu machen. Mittlerweile werden im Zuge dessen auch Workshops von den auftretenden Künstlern angeboten.
Im Rahmen der Veranstaltung sind Fingerstyle-Gitarristen wie Thomas Leeb, Luca Stricagnoli, Franco Morone und Don Ross aufgetreten.

## Übersicht
| Datum                | Veranstaltungsort | Line-Up |
| -------------------- | ----------------- | --- |
| 8.+9. Oktober 2010   | Vindobona         | Thomas Leeb, Eric Spitzer-Marlyn, Gottfried Gfrerer, Alex Kabasser, David Lindorfer, Andreas Ambler                                     |
| 7.+8. Oktober 2011   | Vindobona         | Hans Theessink, Thomas Leeb, Gottfried Gfrerer, Christoph Schellhorn, Zane Charron, Simon Wahl                                          |
| 12.+13. Oktober 2012 | Vindobona         | Michael Langer, Jon Gomm, Adam Rafferty, David Lindorfer, Alex Kabasser, Stefan Mönkemeyer, Paul Sack                                   |
| 11.+12. Oktober 2013 | Vindobona         | Adam Rafferty, Thomas Leeb, Mike Dawes, Andrés Godoy, Simon Wahl, Markus Schlesinger, Wilfried Lepuschitz, Andreas Ambler               |
| 10.+11. Oktober 2014 | Vindobona         | Jon Gomm, Petteri Sariola, Jacques Stotzem, Gottfried Gfrerer, Markus Schlesinger, David Lindorfer, Stefan Kroboth, Wilfried Lepuschitz |
| 9.+10. Oktober 2015  | Vindobona         | Petteri Sariola, Thomas Leeb, Ewan Dobson, Franco Morone, Alex Kabasser, Markus Schlesinger, Georg Neureiter, Eddie van der Meer        |
| 7.+8. Oktober 2016   | Vindobona         | Adam Rafferty, Gottfried Gfrerer, Tom Lumen, David Mana, Preston Reed, Andrés Godoy, Markus Schlesinger, Mario Parizek                  |
| 20.+21. Oktober 2017 | Porgy & Bess      | Don Ross, Martin Moro, Luca Stricagnoli, Sönke Meinen, Simon Wahl, Markus Schlesinger                                                   |
| 22.+23. Februar 2019 | Porgy & Bess      | Tom Lumen, Adam Rafferty, Thomas Leeb, Jacques Stotzem, Markus Schlesinger, Die Wohngemeinschaft                                        |
| 28.+29. Februar 2020 | Porgy & Bess      | Jon Gomm, Andrés Godoy, Simon Wahl, Petteri Sariola, Ralf Gauck, Markus Schlesinger                                                     |
| 19.+20. Februar 2021 | Porgy & Bess      | Crossing Strings, David Lindorfer, Julia Malischnig, Adam Rafferty                                                                      |
| 25.+26. Februar 2022 | Porgy & Bess      | Mike Dawes, Franco Morone, Crossing Strings, Petteri Sariola, Jule Malischke, Simon Wahl                                                |